# ROCKUMENT III -Female Night-
ROCKUMENT III -Female Night-"は、1997年に発売された甲斐よしひろの映像作品。ビデオはファンクラブ限定で発売された。

## 概要
1995年～2001年の6年間にわたって新宿にあった日清パワーステーションで開催されたシリーズライヴ『ロッキュメント』のシリーズ第三弾『Female Night』の模様を収録したビデオ。
『Female Night』は1997年4月25日・26日・27日、5月23日・24日・25日の2ヶ月間・各月3回開催され、月毎にセットリスト・毎回ゲストを変える中で一貫してテーマを持たせるというものだった。このときのテーマは"母性"。
ゲストミュージシャンは、4月25日～26日・もりばやしみほ、27日・EAST END/松藤英男、5月23日～24日・坪倉唯子（EASY WALKERS）、25日・穴井夕子が迎えられた。

## 収録曲
1. 落下する月
2. エキセントリック・アベニュー
3. ムーンライト・プリズナー
4. 魔女の季節
5. 涙の十番街
6. マリーへの伝言
7. 東京の一夜
8. ゆきずりの風
9. 夕なぎ
10. そばかすの天使
11. 涙のアドレス
12. フェアリー（完全犯罪）
13. ティーンエイジ・ラスト
14. LOVE is No.1
15. レイニー・ドライヴ

## ROCKUMENT III -Female Night-　セットリスト
| 1. 8日目の朝 2. ラブジャック 3. No.1のバラード 4. 涙の十番街 5. 魔女の季節 6. マリーへの伝言 7. 東京の一夜 8. ONE（25日・26日）・ゆきずりの風（27日） 9. あと何日？（25日・26日）・射程距離（27日） 10. 身体と歌だけの関係（25日・26日）・涙のアドレス（27日） 11. 涙のアドレス（25日・26日）・フェアリー（完全犯罪）（27日） 12. フェアリー（完全犯罪）（25日・26日）・レディ・イヴ（27日） 13. レディ・イヴ（25日・26日）・風の中の火のように（27日） 14. 風の中の火のように（25日・26日）・ティーエイジ・ラスト（27日） 15. ティーンエイジ・ラスト（25日・26日）・I#2（27日） 16. Love is No.1 17. レイニー・ドライヴ | 1. 落下する月 2. エキセントリック・アベニュー 3. ムーンライト・プリズナー 4. 魔女の季節 5. そばかすの天使 6. 夕なぎ 7. きんぽうげ（23日・24日）・射程距離（25日） 8. 氷のくちびる（23日）・おどるポンポコリン（24日）・陽の訪れのように（25日） 9. おどるポンポコリン（23日）・氷のくちびる（24日）・涙の十番街（25日） 10. 港からやってきた女（23日・24日）・風の中の火のように（25日） 11. 涙の十番街（23日）・風の中の火のように（24日）・フェアリー（完全犯罪）（25日） 12. 風の中の火のように（23日）・フェアリー（完全犯罪）（24日）・レディ・イヴ（25日） 13. フェアリー（完全犯罪）（23日）・レディ・イヴ（24日）・ティーンエイジ・ラスト（25日） 14. レディ・イヴ（23日）・ティーンエイジ・ラスト（24日）・LOVE is No.1（25日） 15. ティーンエイジ・ラスト（23日）・LOVE is No.1（24日）・赤い靴のバレリーナ（25日） 16. 陽の訪れのように（23日）・ラブジャック（24日）・きんぽうげ（25日） 17. LOVE is No.1（23日）・レイニー・ドライヴ（24日）・港からやってきた女（25日） 18. レイニー・ドライヴ（23日・25日）・陽の訪れのように（24日） |  |